# Straight Into Love
Straight Into Love är en låt med den amerikansk-slovenska sångerskan Hannah Mancini. Låten har hon skrivit själv.

## Eurovision
Den 14 februari 2013 avslöjades det att låten kommer att vara Sloveniens bidrag till Eurovision Song Contest 2013. Låten tävlade i första semifinalen av tävlingen men gick inte vidare till final.